# 에이티 포 브래디
《에이티 포 브래디》(영어: 80 for Brady)는 2023년 공개된 미국의 스포츠 코미디 영화이다. 톰 브레이디와 그가 속한 뉴잉글랜드 패트리어츠가 치르는 2017년 슈퍼볼 경기를 보고 싶어하는 평생 친구 네 명(릴리 톰린, 제인 폰다, 리타 모레노, 샐리 필드 분)이 이야기 초점이다.
각자 남편과 사별한 후 함께 패트리어츠 경기를 즐겨보던 다섯 여성의 실화에 바탕을 두었다. 이들은 기존 쿼터백 드루 블래드소가 2001 NFL 시즌에 부상을 입은 뒤 버펄로 빌스로 이적되고 톰 브레이디가 새 쿼터백으로 떠오르며 활약하자 "Over 80 for Brady(80세 이상 브레이디 팬클럽)"을 결성하였다.

## 줄거리
2001년 루, 트리시, 베티, 모라는 화학요법을 잘 마친 루를 축하하려고 모인 자리에서 뉴잉글랜드 패트리어츠와 스타 쿼터백 톰 브레이디 팬이 된다.  
2017년 AFC 챔피언 게임에서 패트리어츠가 피츠버그 스틸러스 상대로 승리한다. 넷은 사연 모집 대회에서 우승하여 NRG 스타디움에서 열릴 제51회 슈퍼볼(패트리어츠 대 애틀랜타 팰컨스) 입장권을 얻지만 경기 전 부대 행사를 즐기던 중 표를 잃어버리고 마는데...  

## 출연
- 릴리 톰린 - 루엘라 "루" 역
- 제인 폰다 - 퍼트리샤 "트리시"(버지니아 러두) 역
- 샐리 필드 - 엘리자베스 "베티" 바크먼 역
- 리타 모레노 - 모라 마티네즈 역
- 톰 브레이디 - 본인 역
- 해리 햄린 - 댄 오캘러핸, 전 NFL 선수 역
- 밥 밸러밴 - 마크, 베티의 남편 역
- 세라 길버트 - 세라, 루의 딸 역
- 글린 터먼 - 미키, 모라의 요양원 친구 역
- 샐리 커클런드 - 아이다, 모라의 요양원 친구 역
- 지미 O. 양 - 토니, 요양원 직원 역
- 가이 피에리 - 본인, 매운 닭날개 많이 먹기 대회 주최자 역
- 빌리 포터 - 구구, 모라의 포커 상대 역
- 패튼 오즈월트 - 브리스킷, 모라의 포커 상대 역
- 레타 - 본인, 모라의 포커 상대 역
- 앤디 릭터 - 클라크, 스카이 박스 소유주 역
- 론 펀치스 - 칩, 경기장 경비 역
- 롭 코드리 - 팻 역
- 앨릭스 모펏 - 냇 역
- 맷 로리아 - 제임스 역
- 거스 켄워디 - 에릭 역
- 마숀 린치 - 본인 역
- 롭 그론카우스키 - 본인 역